# The Crying Game
The Crying Game (bra: Traídos pelo Desejo; prt: Jogo de Lágrimas) é um filme nipo-britano-irlandês de 1992, dos gêneros ação, drama, suspense e romance, escrito e dirigido por Neil Jordan.
O filme explora temas como o terrorismo na Irlanda, transexualidade e racismo.

## Sinopse
Fergus, um membro do IRA, juntamente com Jude, o líder Maguire e outros companheiros terroristas, sequestram o soldado britânico negro Jody. Eles mantêm o soldado em cativeiro e pedem um resgate por ele. Se não forem atendidos ao cabo de três dias, Jody será executado.
Fergus fica encarregado de guardar Jody e acaba desenvolvendo uma amizade com o cativo. Sabendo que vai morrer, Jody convence Fergus a encontrar sua namorada Dil e ver se ela ficará bem. De fato, o resgate de Jody não é pago e ele está para ser executado. Fergus tenta salvá-lo, mas o soldado é morto acidentalmente durante ação do exército britânico. Abalado, Fergus deixa seus companheiros e vai para Londres, onde arruma um trabalho e usa o nome de "Jimmy", para se esconder deles e da polícia.
Em Londres, Fergus encontra Dil, cantando em um bar a canção "The Crying Game" ("O Jogo das Lágrimas", em tradução aproximada). Se sentindo culpado por Jody, Fergus se aproxima da garota e acaba se apaixonando por ela. Mas logo ele percebe que Jody não lhe contou tudo sobre o relacionamento dele com Dil.

## Elenco
- Stephen Rea .... Fergus
- Jaye Davidson .... Dil
- Miranda Richardson .... Jude
- Forest Whitaker .... Jody
- Adrian Dunbar .... Maguire
- Jim Broadbent .... Col
- Ralph Brown .... Dave

## Prêmios e indicações
Óscar - 1993
- Venceu
  - Roteiro original[3]
- Indicado
  - Filme[3]
  - Montagem[3]
  - Ator (Stephen Rea)[3]
  - Ator coadjuvante (Jaye Davidson)[3]
  - Diretor[3]

Golden Globe Awards - 1993
- Indicado
  - Filme dramático[4]